# 広島市立古市小学校
広島市立古市小学校（ひろしましりつ ふるいちしょうがっこう）は、広島県広島市安佐南区古市二丁目にある公立小学校。

## 歴史
- 明治8年 - 創立
- 明治19年 - 高南小学校と改名
- 明治22年 - 嚶鳴簡易小学校と改正
- 昭和29年 -  古市小学校と校名変更(東野小学校と合併)
- 昭和38年 - 古市小学校　大須小学校と統合し新和小学校として発足 校章・校旗・校歌を制定
- 昭和52年 - 中筋、東野区児童分離(中筋小学校の新設) 　養護学級(知的障害)開設
- 昭和60年 - 屋内運動場新築
- 平成12年 - 広島県学校給食優良校受賞

## 学区
広島市安佐南区古市全域

## 進路
卒業生は基本的に広島市立安佐南中学校に進学する。

## 服装
標準服の着用が義務付けられている。

## 学区の概要
古市小学校区は、人口約8,700人の地区である。古くから交通の要衝であったため、人と物が集まって「市」をなしていたことが古市の地名の由来とされている。

## 著名な卒業生
- 猫田勝敏（「世界一のセッター」「日本のコンピュータ」と呼ばれた、日本を代表するバレーボール選手）